# Joacine Katar Moreira

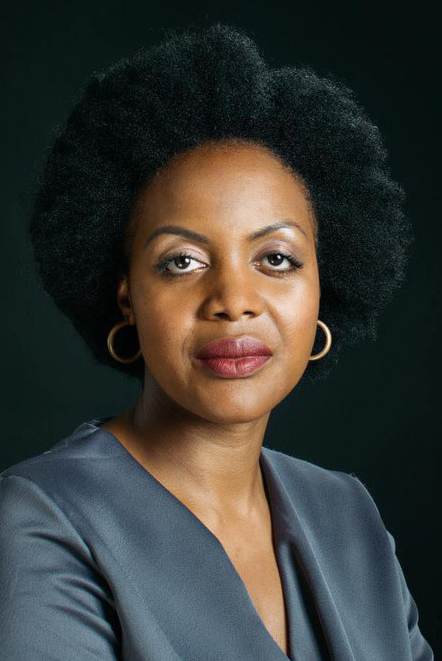
Joacine Katar Moreira

Joacine Elysees Katar Tavares Moreira (geb. 27. Juli 1982 in Bissau, Guinea-Bissau) ist eine portugiesische Wissenschaftlerin, Aktivistin und Politikerin.
Sie wurde 2019 in die Assembleia da República gewählt als Kandidatin der grünen Partei LIVRE. Anfang 2020 entzog ihr jedoch die Partei das Vertrauen, wodurch sie unabhängige Politikerin wurde.

## Leben

### Jugend und Ausbildung
Joacine wurde am 27. Juli 1982 in der ehemaligen portugiesischen Kolonie Guinea-Bissau geboren, Katar Moreira lebt seit ihrem achten Lebensjahr in Portugal. 2003 wurde sie eingebürgert.
Katar Moreira erwarb einen Universitätsabschluss in História Moderna e Contemporânea (Portugiesisch für: moderne und zeitgenössische Geschichte) an der Lissaboner Hochschule ISCTE. Später erwarb sie noch einen Master in Estudos do Desenvolvimento (Studien zur Entwicklungszusammenarbeit) und einen Doktor in Estudos Africanos (Afrikastudien) mit einer Arbeit über Die Kultur der matchundadi (Männlichkeit) in Guinea-Bissau: Geschlecht, Gewalt und politische Instabilität. Sie ist Gründerin des Instituto da Mulher Negra em Portugal (Institut der Schwarzen Frau in Portugal, IMMUNE) und war die erste Schwarze, die in den portugiesischen Wahlen an erster Stelle einer Parteiliste stand.

### Karriere
2019 wurde Katar Moreira gewählt und ihre Partei errang damit den ersten Sitz im Parlament seit der Gründung 2014. Gleichzeitig war sie eine von drei Schwarzen im Parlament. Sie hat verschiedentlich Vorschläge gemacht, Rassismus und Probleme der kolonialen Vergangenheit in Portugal anzugehen. Unter anderen Initiativen machte sie 2020 den Vorschlag, dass Gegenstände in portugiesischen Museen, welche aus den ehemaligen Kolonien stammen, an die Ursprungsländer zurückgegeben werden sollen.
Die Partei Livre entzog Katar Moreira nach einer Parteiwahl im Januar 2020 das Vertrauen. Die Partei verwies auf Kommunikationsprobleme und Koordinationsprobleme mit den Stellvertretern und beschuldigte Katar Moreira, sich unmittelbar nach der Wahl selbst von der Partei isoliert zu haben („immediately after the election“). Dadurch wurde Joacine die einzige unabhängige Abgeordnete (Deputada não inscrita) bis die Abgeordnete Cristina Rodrigues im späten Juni 2020 entschied, die Partei Pessoas – Animais – Natureza zu verlassen.
Nach einer Reihe Auftritten in portugiesischen Talkshows gab der guinea-bissauisch-portugiesische Schauspieler und Regisseur Welket Bungué ihr in seinem Kurzfilm Mudanças 2020 ihre erste Schauspielrolle.